# Карнийские Альпы
Карнийские Альпы (нем. Karnische Alpen, итал. Alpi Carniche) — горный хребет в Южных Известняковых Альпах на границе между Австрией и Италией. Располагаются на территории Восточного Тироля, Каринтии и Фриули (провинция Удине). Разделяются Гайльской долиной на собственно Карнийские Альпы и Гайльтальские Альпы.
Получили своё название в честь Римской провинции — Карнии.
Горы в свою очередь дали название эпохе геохронологической шкалы — карнийскому веку (начало позднего (верхнего) триасового периода).
Протягивается с запада на восток на 120 км, между рекой Гайль, притоком Дравы и рекой Тальяменто, которая образует границу между Австрией и Италией в этом районе.
Наиболее важные вершины горного хребта:
- Хоэ-Варте (Coglians) (2780 м)
- Келлерванд (2775 м)
- Чима деи Прети (2703 м)
- Монте Кавалло (2251 м)
- Монте Перальба (2691 м)
- Монте Кридола (2581 м)

Среднегодовое количество осадков больше, чем в других частях Альп, составляет около 3 тыс. мм.